# Aleksander Wiącek
Aleksander Wiącek (ur. 2 lipca 2000) – polski biegacz średnio- i długodystansowy, mistrz Polski w biegu na 5000 metrów.
Pochodzi z Kołbieli, od początku kariery trenuje i reprezentuje OKS Start Otwock. Jego największym osiągnięciem jest mistrzostwo Polski seniorów w biegu na 5000 metrów z 2021 roku. Jest również halowym wicemistrzem Polski z tego samego roku w biegu na 3000 metrów.
Wybrane rekordy życiowe: 1500 metrów - 3:45.79 (2021), 3000 metrów - 8:09.05 (2020), 5000 metrów - 14:05.20 (2021), 10000 metrów 29:45.82 - (2021).